# Курт фон Барделебен
Курт фон Барделебен (нім. Curt von Bardeleben; * 4 березня 1861, Берлін — † 31 січня 1924, Берлін) — німецький шахіст; шаховий літератор і теоретик.
Вивчав право, але потім вирішив професійно зайнятися шахами.
Найімовірніше, саме Курт фон Барделебен став прообразом головного героя роману «Захист Лужина» Володимира Набокова.

## Турнірні результати
Учасник багатьох міжнародних турнірів:
- Берлін (1881, побічний турнір Німецького шахового союзу) — 1 місце
- Лондон (1883, побічний турнір) — 1 місце
- Нюрнберг (1883, турнір Німецького шахового союзу) — 5-е
- Франкфурт-на-Майні (1887, турнір Німецького шахового союзу) — 4-е
- Бредфорд (1888) — 3-4-е
- Бреслау (1889, турнір Німецького шахового союзу) — 4-7-е
- Дрезден (1892, турнір Німецького шахового союзу) — 6-7-е
- Кіль (1893) — 1-2-е
- Гастінґс (1895) — 7-8-е
- Кобург (1904, турнір Німецького шахового союзу) — 1-3-е

Також показав непоганий результат у німецькому турнірі 1888 року в Ляйпцигу, де поділив 1-2 місця.
У найважливіших матчах суперниками фон Барделебена були:
- Емануїл Ласкер (1889; +1 −2 =1)
- Джозеф Генрі Блекберн (1895; +3 −3 =3)
- Герман фон Ґоттшалль (Берлін, 1890; +5 −1 =0) і (Берлін, 1895; +4 −1 =0)
- Ріхард Тайхман (1895 рік; +3 −1 =6), (1909 рік; +1 −3 =2) і (1910 рік; +1 −5 =4)

## Книги
Написав кілька книжок про теорію дебютів (серед інших: Kritik der Spanischen Partie, Ляйпциг, 1885; Die Wiener partie, Ляйпциг, 1893; Das Damengambit nebst dem Damenbaurnspiel, Ляйпциг, 1906), ендшпілів (Das Baurnendspiel im Schach, Берлін, 1916) та історію шахів (geschichte des Schachspiels, Берлін, 1924).
Опрацював книги про турніри в Ляйпцигу (1889) та Остенде (1906).
Загинув трагічно — вискочив із вікна. Остаточно не з'ясовано чи був це нещасний випадок чи самогубство (через довготривалу хворобу і матеріальні труднощі).